# متحف طارق رجب

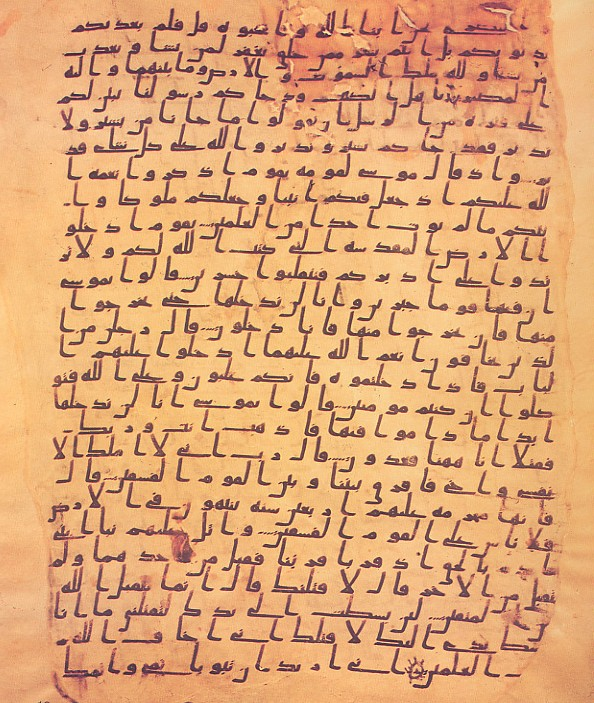

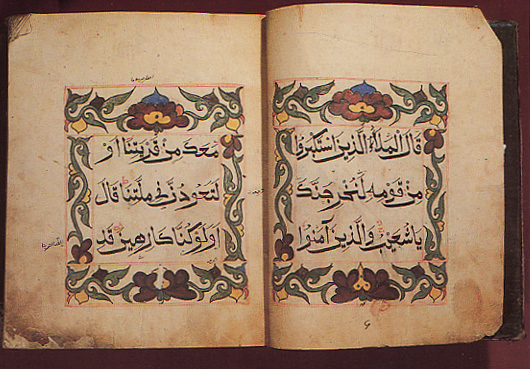
نسخه من القرآن الكريم كتبت بالخط الصيني من الصين
القرن 11 هجري

متحف طارق رجب هو متحف كويتي يقع في منطقة الجابرية تم افتتاحه عام 1980.
يضم المتحف مجموعات نادرة من المصاحف ومخطوطات عربية وفخاريات إسلامية وادوات موسيقية واثاث عربي إسلامي قديم. هذا بالإضافة إلى المجوهرات الذهبية منها والفضية والمشغولات المعدنية والمطرزات والازياء العربية القديمة والسيراميك والمنمنمات والدروع وكلها تعود إلى عصر الحضارة الإسلامية ومن ضمن تلك المجموعات النادرة والقيمة:
1. نسخة من القرآن الكريم تعتبر الوحيدة من نوعها حيث تعود إلى القرن الرابع هجري / الحادي عشر ميلادي وقد كتب بالخط الكوفي.
2. سوار ذهبي من العصر الفاطمي يعود للقرن الحادي عشر الميلادي.
3. مجمرة البخور (مبخرة) من العصر السلجوقي (1038 - 1194) ميلادي من سوريا أو مصر.
4. مجموعة من السيوف والخناجر تعود للقرنين الميلاديين الثامن عشر والتاسع عشر وأوائل القرن العشرين ميلادي.
5. كرسي خشبي مزخرف يعود للقرن التاسع عشر ميلادي.